# Орден «Азербайджанское знамя»
Орден «Азербайджанское знамя» (Орден «Азербайджан байрагы») (азерб. «Azərbaycan Bayrağı» ordeni) — орден Азербайджанской республики. Утверждён президентом Азербайджана Гейдаром Алиевым 6 декабря 1993 года законом под номером № 756.

## Закон
Закон Азербайджанской Республики 
6 декабря 1993 г. № 756 
«Об утверждении Статута ордена Азербайджанской Республики „Азербайджанское знамя“ и его описания» 
Национальное собрание Азербайджанской Республики постановляет: 
Утвердить Статут ордена Азербайджанской Республики «Азербайджанское знамя» и его описание (прилагаются). 
Президент Азербайджанской Республики Гейдар Алиев

## Награждение орденом
Орденом Азербайджанской Республики «Азербайджанское знамя» награждаются граждане Азербайджанской Республики, иностранные граждане
и лица без гражданства:
- за особые заслуги в национально-освободительном движении и общественно-политической деятельности в Азербайджанской Республике;
- за особые заслуги в развитии военной науки и техники;
- за особые заслуги в сохранении независимости и территориальной целостности Азербайджанской Республики;
- за особые заслуги в обеспечении мира и спокойствия в республике, в охране порядка и на военной службе;
- за особые заслуги в обеспечении охраны государственной границы.

## Описание
Орден состоит из двух звёзд диаметром 35 мм, которые наложены друг на друга, но одна из них развернута вокруг оси. Звёзды обрамлены национальным орнаментом и покрыты эмалью синего и белого цветов. Поверх звезды наложен государственный флаг Азербайджана круглой формы. На обратной стороне ордена имеются слова "Азербайджанское знамя". а ниже слов выгравируются номер и серия ордена. Лента ордена белая, пятиугольная и шелковая. 
Размеры ленты - 37 мм x 50 мм

## Ношение ордена
Орден «Азербайджанское знамя» носится на левой стороне груди и при наличии других орденов и медалей Азербайджанской Республики располагается перед ними, но после ордена «Гейдара Алиева», ордена «Независимость», ордена «Шах Исмаил».

## Кавалеры ордена
*Список не отражает всех награждённых орденом "Азербайджанское знамя"
- Акперов, Ровшан Тельман оглы[3]
- Алиев, Абульфат Асад оглы
- Велиев, Ханлар Рустам оглы[4]
- Гусейнов, Ибад Мовсум оглы
- Мамедов, Сеймур Гахраман оглы
- Гаралов, Закир Бекир оглы[5]
- Эйвазов, Вилаят Сулейман оглу[6]
- Гусейнов, Ровшан Самед оглы
- Набиев, Фирудин Хилал оглы
- Алиев, Кямран Байрам оглы(Генеральный прокурор Азербайджана)
- Тагиев, Исмаил Расул оглы
- Насибов ,Вугар Эюб оглы